# Boerhaaveplein 28 (Amsterdam)

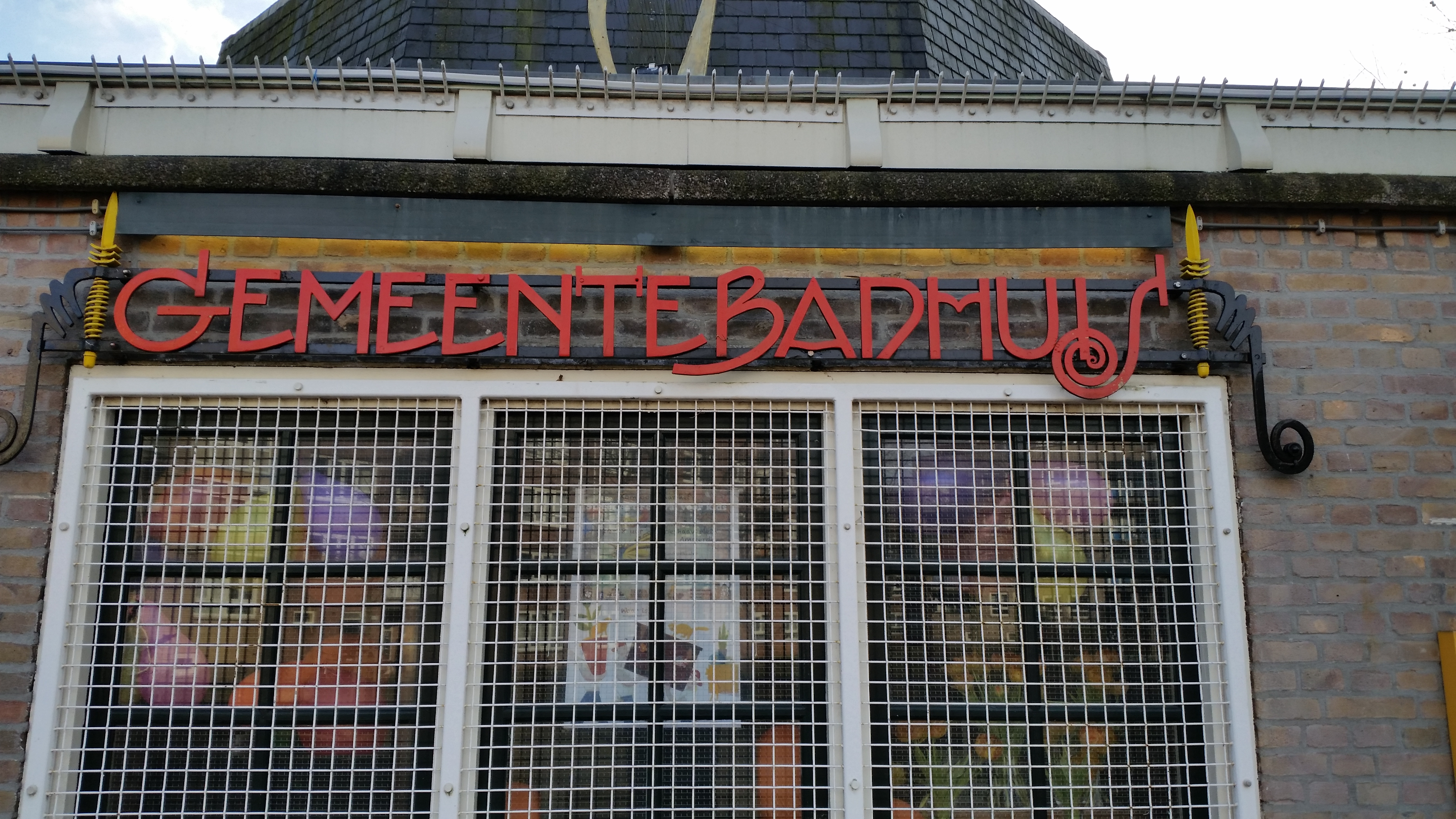
Lettertype Amsterdamse School (februari 2020)

Boerhaaveplein 28 te Amsterdam is een voormalig badhuis in Amsterdam. Vanaf 1985 is het Badhuistheater hierin gevestigd.
In het najaar van 1918 besloot de gemeente Amsterdam over te gaan tot de bouw van een aantal badhuizen. Men dacht er wel aan eerder tot bouw over te gaan, maar de prijzen voor materiaal tijdens de Eerste Wereldoorlog waren hoog, zodat uitstel beter leek. Aan de Publieke Werken werd gevraagd een ontwerp te maken, in dit geval aan de daar werkende architect Arend Jan Westerman. Men dacht het voor 100.000 gulden te kunnen bouwen; een jaar later moest het krediet verhoogd worden tot 140.000 gulden inclusief inrichting met sanitair etc. Pas toen dat krediet er was kon er rond februari 1920 een aanbesteding plaatsvinden. Op 6 juli 1921 kwamen wethouder Monne de Miranda en burgemeester Willem de Vlugt naar het badhuis om het te openen.
Het werd gebouwd tussen de vroegere bierbrouwerij de Amstel en de Amstel Campus van de HvA (op de plek van het opgeheven busstation Van Musschenbroekstraat van de NBM). Destijds kreeg het huisnummer Andreas Bonnstraat 28 mee.
Het zou het eerste badhuis zijn dat rekening hield met een gelijk aantal mannen en vrouw, alhoewel de ingangen tot het badhuis nog gescheiden waren; de plannen lieten echter een verdeling van twaalf ruimten voor mannen om zes voor vrouwen zien. Onder een koepelvormig dak bevonden zich bij opening 20 badkamertjes; zij lagen rondom een centraal gelegen wachtkamer. Het was het eerste vrijstaande badhuis. De koepelvorm is terug te vinden in een cirkelvormige plattegrond en een centrale schoorsteen. De doorsnee is negentien meter. Het gebouw is in Westermans variant van de Amsterdamse school opgetrokken. De ingangen voor mannen en vrouwen en het totaal worden in smeedijzeren letters weergegeven. Het badhuis zou tot begin jaren tachtig functioneren. Als gevolg van grootscheepse sanering van de Oosterparkbuurt hadden de meeste woningen zelf een sanitaire ruimte met douche gekregen. 
Het werd vervolgens gerenoveerd en omgebouwd tot theater, dat de naam Badhuistheater meekreeg. Het Badhuistheater groeide uit tot cultureel centrum met een multiculturele theaterwerkplaats. Er treden bands op, er zijn theaterstukken te zien en er worden tentoonstellingen gehouden. Het adres is ongeveer toen ook gewijzigd in Boerhaaveplein 28; dat huisnummer was nog niet in gebruik.
In 2003 is het gebouw tot rijksmonument verklaard. Dit geldt op basis van de architectonische en cultuurhistorische waarde. Verder wees men op het belang in typologische zin. Het badhuis werd gebouwd in een periode dat door woningbouwverenigingen in de buurt arbeiderswoningen uit de grond werden gestampt, die niet (allen) voorzien waren van badgelegenheid. Door extra hygiënische maatregelen als een badhuis probeerde de gemeente de gezondheid in de wijken te verbeteren.  